# 公民民族主義
公民民族主義（Civic nationalism），又稱自由民族主義（liberal nationalism）為國家由公民社會主動參與，產生「全民意志」而取得政治合法性（political legitimacy）的民族主義型式。此論一般認為源於盧梭，特別是自其1762年的著作「社會契約」（The Social Contract）而得名的社會契約論（social contract theories）。公民民族主義被認為是對抗單一族群及文化傾向的族群民族主義。

## 定義
公民民族主義界定民族為：一個成員間彼此認同自己同屬於一個國家，並且彼此平等共享政治權力，並且支持相似的政治程序的人民團體。根據公民民族主義的原則，民族的基礎並不在於每個成員有共同的種族或族群上的祖先，民族反而是一個核心認同並非族群或種族的政治實體。公民民族主義的例子有法國政治哲學家歐內斯特·勒南在1882年的短文「民族是什麼？」，在這篇文章中，他將民族定義為「每日舉行的公民投票」，並認為民族的基礎在於人們共同生活在一起的意志，而非共同的族群、血緣、語言或文化。這篇短文的背景是普法戰爭時法國割讓亞爾薩斯給普魯士，亞爾薩斯人在文化、語言、族裔上都與普魯士的日耳曼民族比較相近，Ernest Renan的這篇短篇中，試圖以公民民族主義的角度論證，儘管文化、語言、族裔上亞爾薩斯人比較接近於普魯士人，但亞爾薩斯人已長期生活在法蘭西的憲政制度下，已是法蘭西民族的一員。因此，亞爾薩斯人的民族身分的歸屬，應該是基於亞爾薩斯人的意志而非語言、族裔、文化等。
此外，公民民族主義是一種反對排外的愛國主義，他與自由、包容、平等、個人權利等價值相容。法國哲學家歐內斯特·勒南以及英國哲學家約翰·斯圖爾特·密爾常被認為是早期的公民民族主義者。公民民族主義者認為由各種不同族群和種族所組成的國家需要有共同的民族認同（或國族認同、國家認同），其理由在於，個體要享有意義且自主的生活是需要民族認同的，並且，由各種不同族群和種族所組成的自由民主政治需要全體國民有共同的民族認同下才能適當的運作，否則自由民主政治將淪為族群鬥爭的工具，甚至導致民族分裂乃至國家分裂的結果。

## 公民民族主義與族群民族主義
公民民族主義來自理性主義與自由主義的傳統，公民民族主義與單一族群及文化傾向的族群民族主義是互不相容的，公民民族主義認為民族成員的身份認同應該是取決於每個成員的自我決定，而種族或族群民族主義則認為民族成員的身分認同取決於血緣或共同的祖先等外在條件，由此可知，公民民族主義認為民族認同是由個體內在的主觀意志所決定，而種族或族群民族主義則認為個體的民族認同是由外在的客觀條件（例如血緣、語言、文化）所決定。